# インスブルック市電60形電車
60形は、かつてオーストリア・インスブルックの路面電車であるインスブルック市電で使用されていた車両。イタリア企業が製造した第二次世界大戦中唯一の新造車両で、2023年現在は動態保存が行われている。

## 概要
第二次世界大戦中、オーストリアがナチス・ドイツへ併合されていた時期のインスブルック市電には、輸送力の増強に加えて既存の車両の老朽化が重なった事もあり、ドイツ製の新型車両の導入が計画されていた。だが、当時のドイツの企業は軍需産業を優先事項としており、結果的にこれらの導入は行われなかった。
一方、同時期にイタリア・ミラノに鉄道車両の工場を有していたブレーダ（Breda）は、ジェノヴァ市電に導入されたボギー車（900形電車）を基にしたベオグラード市電向けの車両の発注を9両分獲得していた。だが、これらの製造は戦争により中断を余儀なくされ、更にナチス・ドイツの介入によりイタリアの路面電車車両やトロリーバス車両が接収された際、ベオグラード市電向けの新型車両についても1両がインスブルック市電へ割り当てられる事となった。これが、第二次世界大戦中のインスブルック市電唯一の新型車両となった60、通称「ミラノ人（Mailänder）」である。

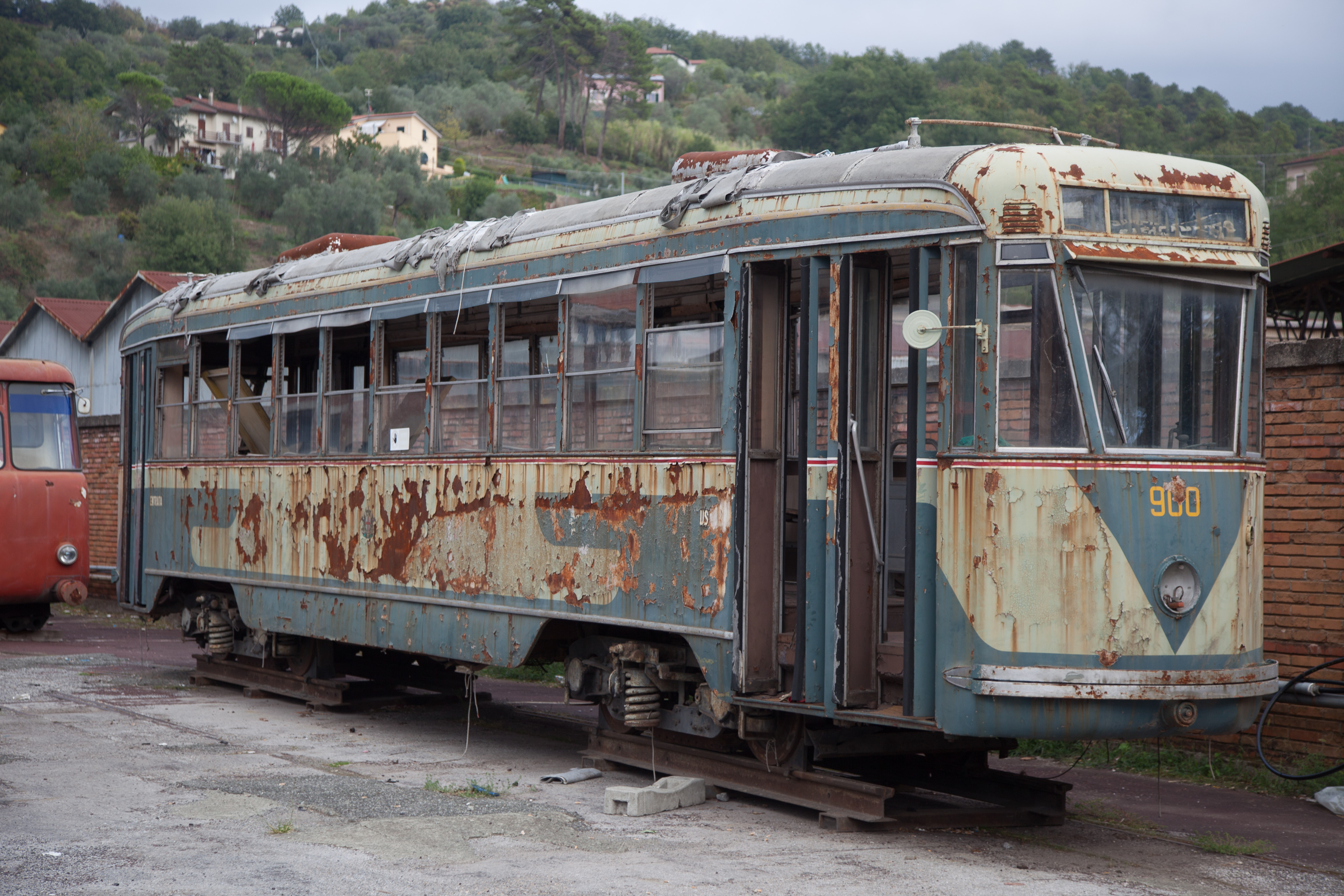
60の基になったジェノヴァ市電900形電車（2017年撮影）

車体両側に2箇所、圧縮空気式の自動扉を有する両運転台式ボギー車で、車内には1人掛けの座席が左右に1列ずつ、合計26人分設置されていた。車体は流線形で、インスブルック市電初の全鋼製車両として導入された。電気機器はイタリアのアンサルドや、スイスのBBCがイタリアに所有していた子会社であるTIBBが担当し、各台車には33 kWの主電動機が2基搭載された。車両の加減速は運転台にあるコントローラーによって操作され、制動レベルに応じて発電ブレーキ、空気ブレーキ、電磁吸着ブレーキが自動的に選択される構造になっていた。

## 運用
1944年7月から営業運転を開始して以降、60はインスブルック市電随一の高性能かつ近代的な車両として、利用客や乗務員から高い評価を得た。塗装については当初ベオグラード市電向けの緑色、続いて灰色が用いられたのち、第二次世界大戦後はインスブルック市電の標準塗装であった上半分が白色、下半分が赤色というものとなった。だが、運用に高額な費用がかかる事から1960年代後半以降はラッシュ時のみの運用となり、1977年に営業運転を離脱した。その後は一時解体の危機に瀕したが、翌1978年にクラーゲンフルトの保存団体へ引き取られた。
そして1991年のインスブルック市電開通100周年記念にこの60を動態復元する計画が立ち上がり、前年の1990年に車両がインスブルックへ戻された。整備はチロル博物館鉄道協会が主導する形で実施されたものの、1991年の段階では全ての復元が完了するにまで至らず、台車を始め仮の部品を用いる箇所も多かった。その後、2002年から継続的に電気機器や圧縮空気などの機器、照明などの修繕や改良が施され、2008年に本格的な保存運転が開始された。以降はインスブルック市電における保存車両の1つとして、各種イベントなどに用いられている。

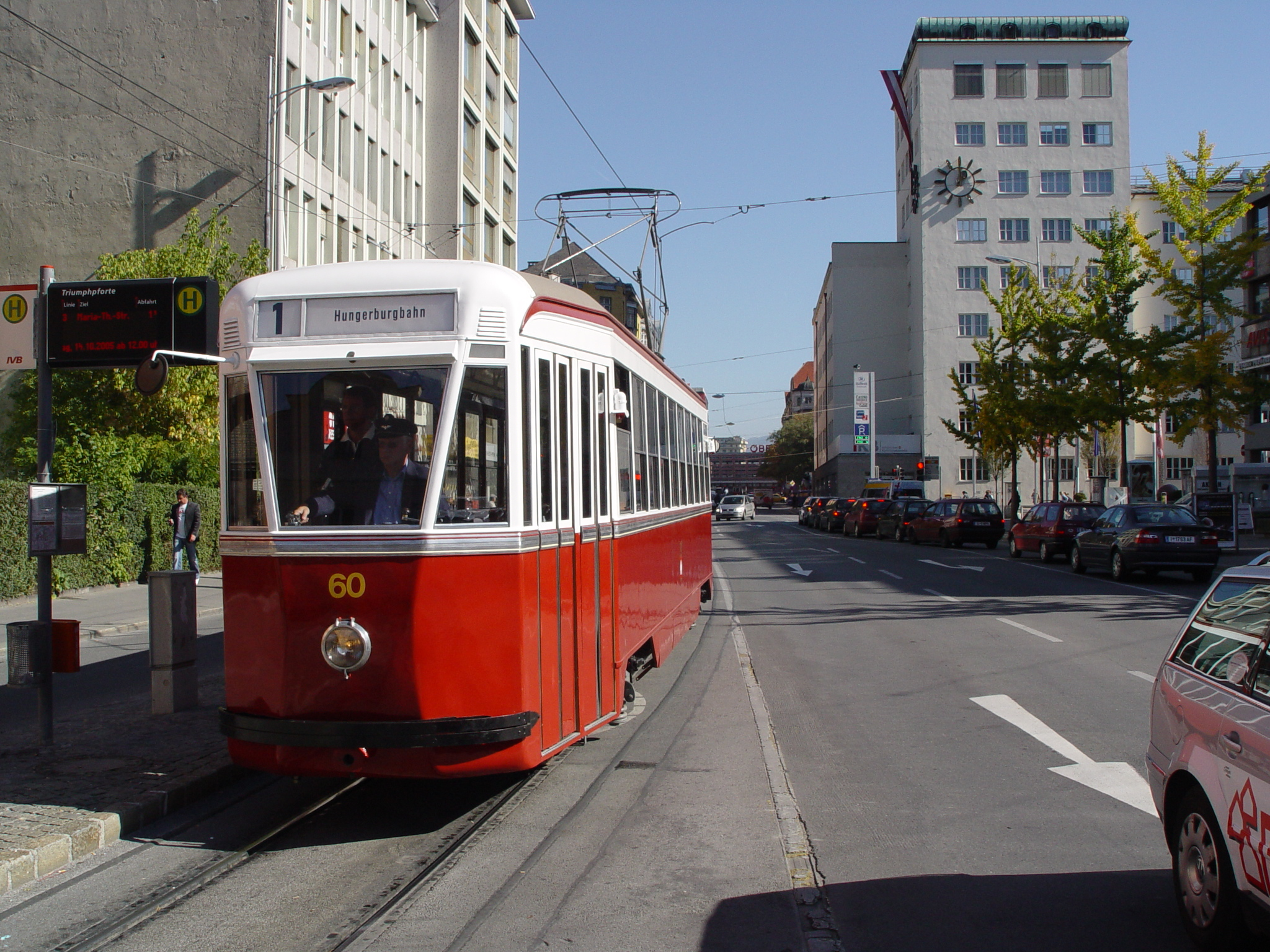
保存運転を実施する60（2005年撮影）

## その他
インスブルック市電へ導入された1両を除いた残りの8両の新造車両については前述の通り戦時中に完成する事はなかったが、その後1949年から1950年にかけて組み立てが実施され、予定通りベオグラード市電への納入が行われたうえで1978年まで使用された。ただしこれらの車両はインスブルック市電向けの60と異なり片運転台車両だった。